# José Cordeiro Feio
José Cordeiro Feyo, 1.º Visconde de Fontainhas ComNSC (Beja, 19 de Março de 1787 – Lisboa, 3 de Novembro de 1884), foi um nobre português.

## Biografia
Filho de Manuel Antunes Feyo e de sua mulher Ana Marcelina da Cruz e neto materno de Francisco da Cruz e de sua mulher Maria Joaquina.
Casou em primeiras núpcias com Isabel Rosa de Mariz (Lisboa, Santa Catarina, 29 de Janeiro de 1797 - ?) e em segundas núpcias com Maria Rita da Silveira (? - 25 de Setembro de 1881). Do primeiro casamento, teve duas filhas: Carlota Emília Cordeiro Feyo e Maria Amália Cordeiro Feyo. Do segundo casamento, não houve descendência.
Doutorado em Matemáticas, foi Lente da Academia da Marinha e da Escola Politécnica de Lisboa. Director do Observatório da Marinha foi reformado com o posto de Marechal de Campo. Fidalgo Cavaleiro da Casa Real, do Conselho de S.M.F. a rainha Dona Maria II, de El-Rei D. Pedro V e de El-Rei D. Luís I, foi feito 169.º Comendador da Real Ordem Militar de Nossa Senhora da Conceição de Vila Viçosa por D. Maria II de Portugal a 2 de Julho de 1842. Comendador da Ordem de S. Bento de Avis, sócio de mérito da Academia Real das Ciências, Director do Banco de Lisboa, grande proprietário e capitalista. Lavrador foi senhor da Quinta da Parvoíce nas Fontainhas em Setúbal. Publicou entre outros: Trigonometria retilínea e Esférica, 1825, Elementos de Aritmética, 1827, Dedução Analítica das Principais Fórmulas de Trigonometria Esférica, 1830...
Recebeu o título de Visconde de Fontainhas por D. Luís I de Portugal, por Decreto de 31 de Julho de 1865 e por Carta de 12 de Agosto de 1865. Usou por Armas: escudo esquartelado, o 1.º e o 4.º Cordeiro e o 2.º e o 3.º Feio; timbre: Cordeiro; coroa de Visconde.